# Saurauia pentapetala
Saurauia pentapetala är en tvåhjärtbladig växtart som först beskrevs av William Jack, och fick sitt nu gällande namn av Hoogland. Saurauia pentapetala ingår i släktet Saurauia och familjen Actinidiaceae. Inga underarter finns listade i Catalogue of Life.